# Faucon-de-Barcelonnette
Faucon-de-Barcelonnette (okzitanisch Faucon de Barcilona) ist eine Gemeinde mit 293 Einwohnern (Stand 1. Januar 2022) in Südfrankreich. Sie gehört zur Region Provence-Alpes-Côte d’Azur, zum Département Alpes-de-Haute-Provence, zum Arrondissement Barcelonnette und zum Kanton Barcelonnette. Die Bewohner nennen sich Fauconnais.

## Geografie

### Ortslage und Ortsteile
Die angrenzenden Gemeinden sind
- La Condamine-Châtelard im Norden,
- Jausiers im Osten,
- Enchastrayes im Süden,
- Barcelonnette und Saint-Pons im Westen.

Zu Faucon-de-Barcelonnette gehören neben der Hauptsiedlung auch die Weiler Châtelaret, La Grangeasse, Domaine de Bérart und Bourget. 711 ha der Gemeindegemarkung sind bewaldet.

### Erhebungen
- La Chalanche (2984 m)
- La Tête de Frustra (2926 m)

## Sehenswürdigkeiten
- Uhrenturm (Monument historique)
- Trinitarier-Kirche (Couvent des Trinitaires)
- Kirche Saint-Etienne (11. Jahrhundert, rekonstruiert im 17. Jahrhundert)

Siehe auch: Liste der Monuments historiques in Faucon-de-Barcelonnette

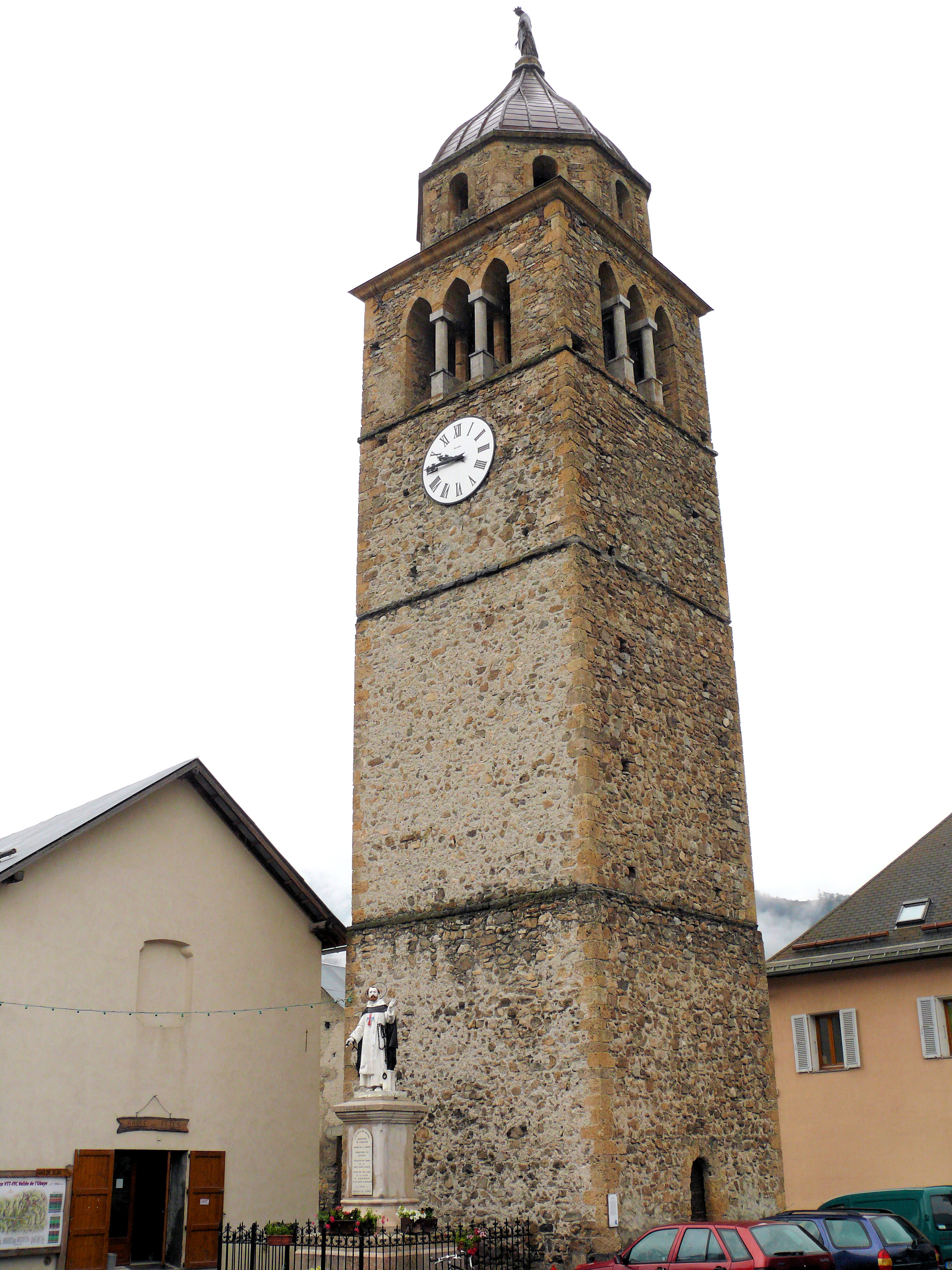
Uhrenturm
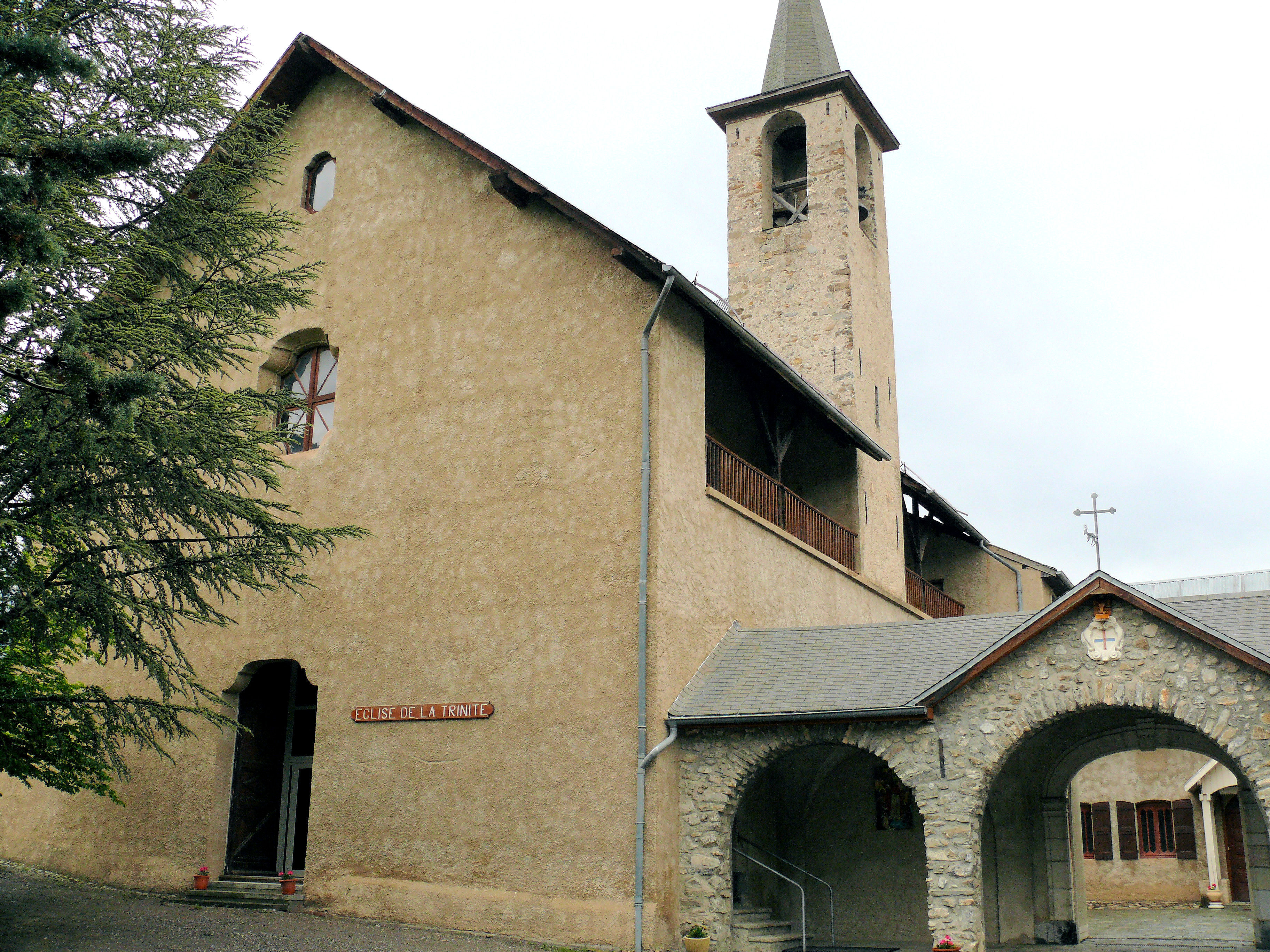
Trinitarier-Kirche und -Kloster
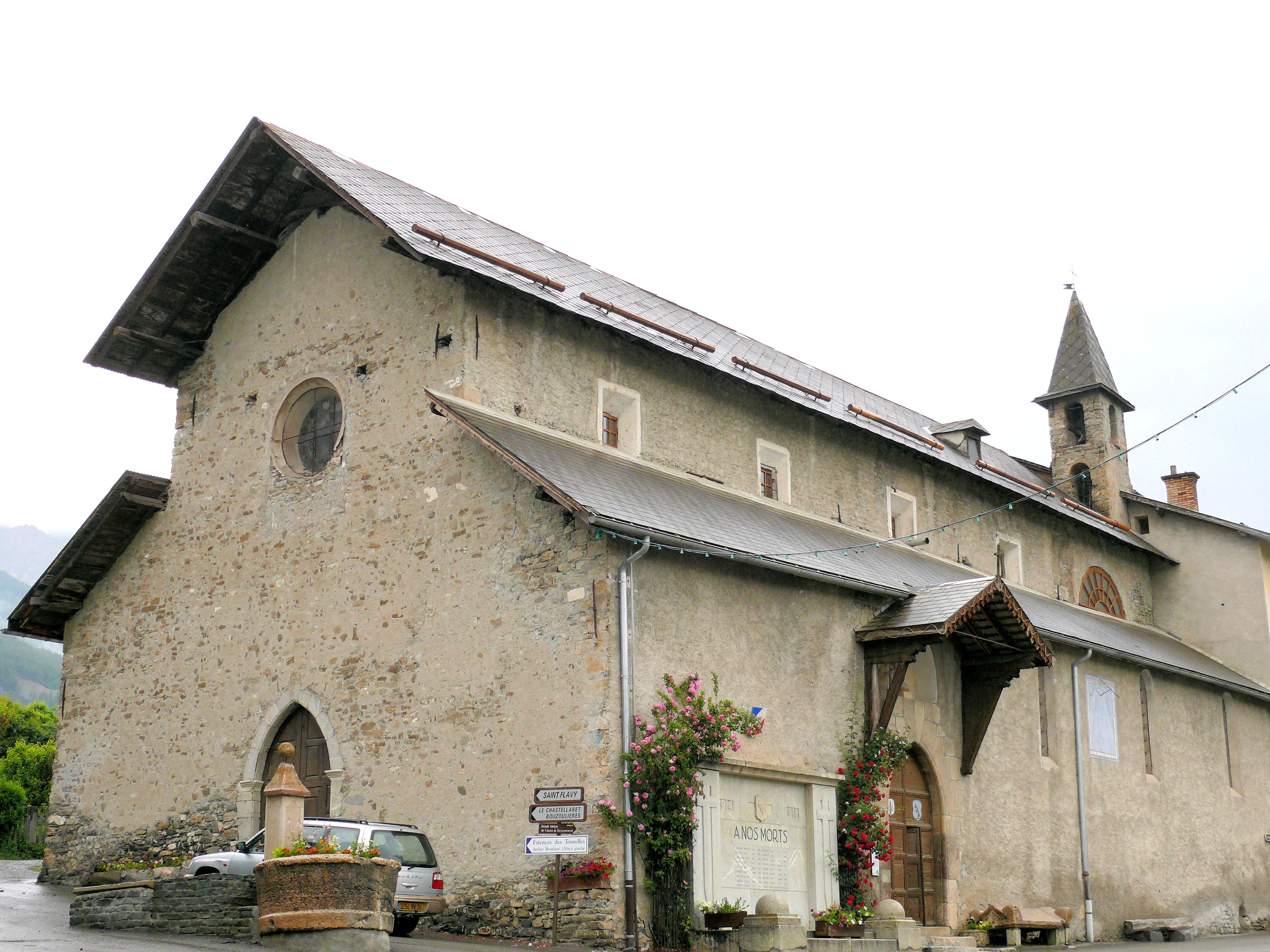
Kirche Saint-Etienne
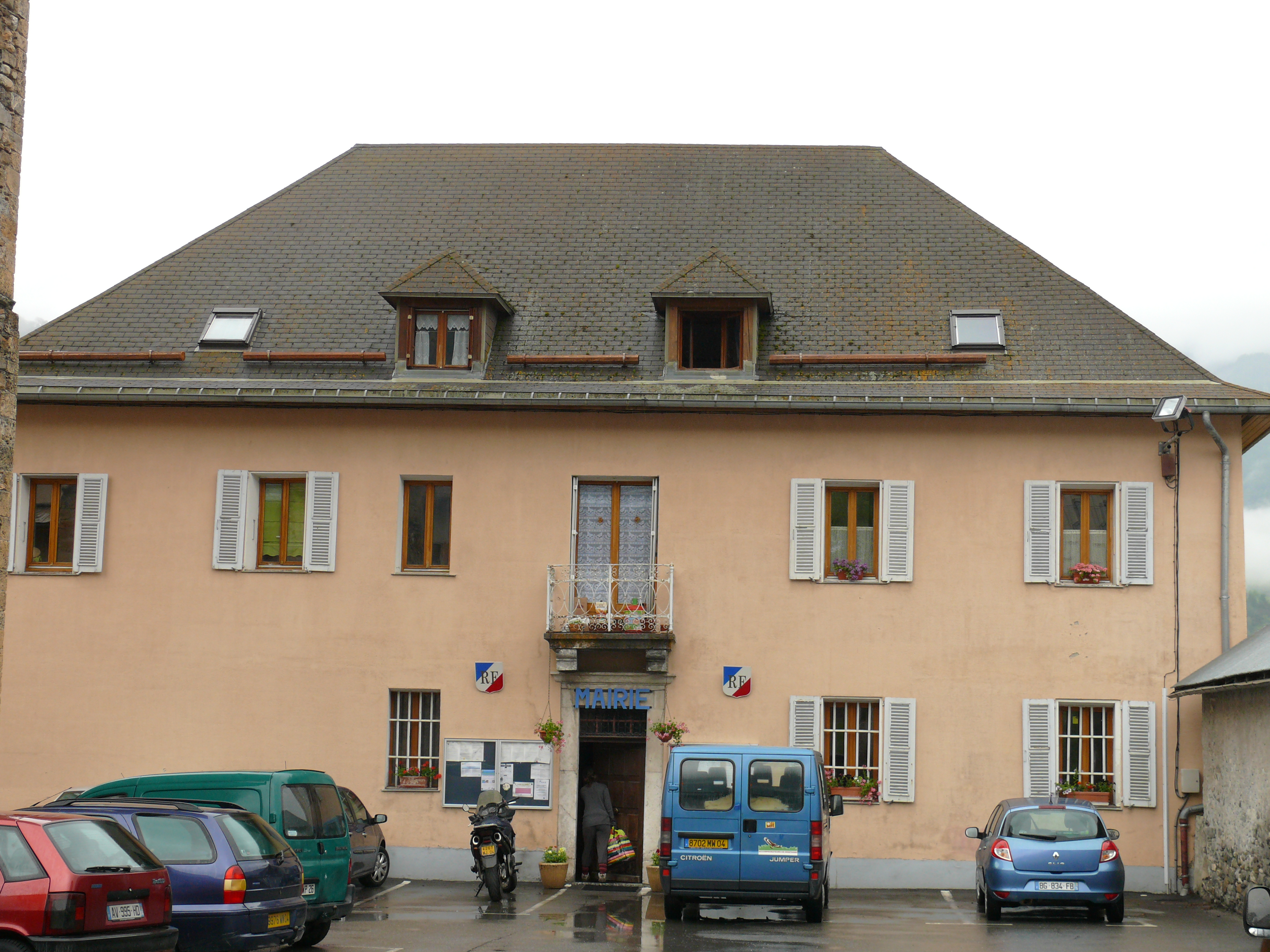
Mairie

## Bevölkerungsentwicklung
| Jahr      | 1962 | 1968 | 1975 | 1982 | 1990 | 1999 | 2008 | 2012 |
| --------- | ---- | ---- | ---- | ---- | ---- | ---- | ---- | ---- |
| Einwohner | 144  | 153  | 128  | 113  | 199  | 208  | 305  | 305  |